# Phialophora geniculata
Phialophora geniculata är en svampart som beskrevs av Emden 1975. Phialophora geniculata ingår i släktet Phialophora och familjen Herpotrichiellaceae.   Inga underarter finns listade i Catalogue of Life.